# Papilio birchallii
Espèce
Papilio birchallii est une espèce de lépidoptères (papillons) de la famille des Papilionidae. L'espèce est présente en Amérique centrale et en Colombie.